# Nengetus cinereus
La monjita gris  (en Perú, Paraguay y Argentina) (Nengetus cinereus), también denominada viudita gris (en Uruguay), monjita cenicienta (en Argentina) o escarchero (en Uruguay), es una especie de ave paseriforme de la familia Tyrannidae, la única perteneciente al género Nengetus; hasta el año 2020 era colocada en el género Xolmis. Es nativa de América del Sur.

## Distribución y hábitat
Se distribuye desde el noreste al sur de Brasil, extremo sureste de Perú, norte y este de Bolivia, Paraguay, Uruguay y desde el norte hasta el centro este de Argentina. Existe una pequeña población aislada en el sur de Surinam.
Esta especie puede ser poco común a común en sus hábitats naturales: las sabanas y cerrados secos subtropicales o tropicales ocasionalmente húmedas o herbazales de tierras bajas inundadas y pastos con árboles dispersos, algunas veces alrededor de edificios o establecimientos humanos. Hasta los 1200 m de altitud.

## Descripción
Mide 23 cm de longitud. El iris es rojo. Por arriba es de color gris ceniza con una ancha lista superciliar blanca, las alas son negras con una mancha blanca en la base de las primarias visible en vuelo como un parche blanco, la cola es negra con puntas blancas. La garganta es blanca con estrías malares negras, el pecho es gris y el vientre blanco. Ambos sexos son iguales.

## Comportamiento
Es un ave visible, que permanece activa durante el calor del día, encaramada en arbustos, árboles bajos, postes de cercas o alambrados, saltando al suelo para capturar insectos, ocasionalmente caza en vuelo o hasta corre por el suelo. Su vuelo es rápido, directo y gracioso.

### Reproducción
Se sabe poco sobre sus hábitos reproductivos. Se encontraron nidos en Brasil en enero, en Argentina en diciembre, en Uruguay en octubre y noviembre; polluelos en Surinam en diciembre. Ejecuta un vuelo de exhibición ondulado, una voltereta repetida antes de retornar a su percha. El nido es una taza abierta de tallos y ramitas, forrada con raíces, plumas y pelos, colocado en un árbol, aparentemente también usa agujeros. La nidada es de dos a tres huevos. Sufre parasitismo de puesta por el tordo renegrido (Molothrus bonariensis).

### Vocalización
Es bastante callada, en la época de apareamiento, el macho sabe emitir un suave «pii, priu».

## Sistemática

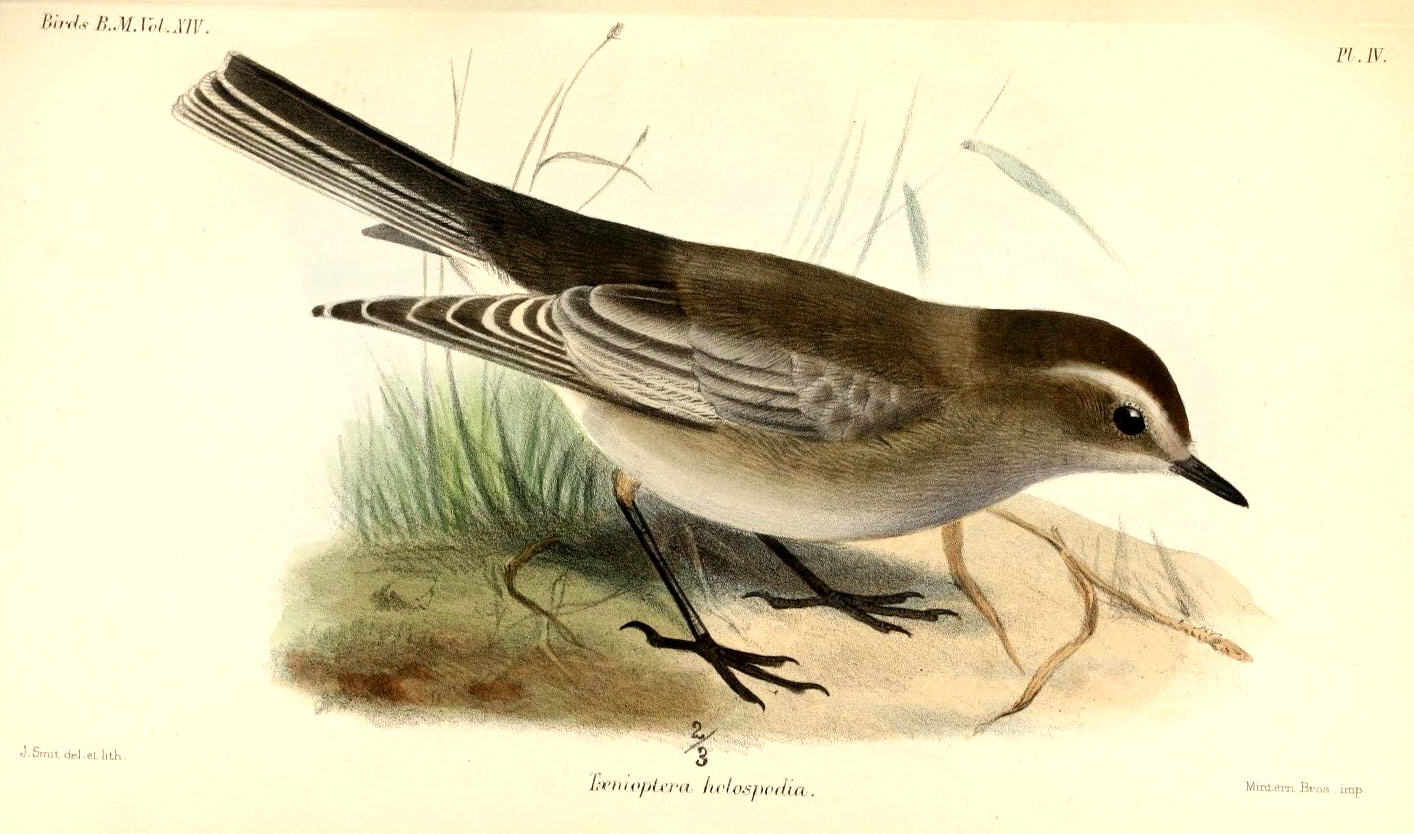
Taenioptera holospodia sinónimo de Nengetus cinereus, ilustración de Smit en Catalogue of the Birds in the British Museum, 1888.

### Descripción original
La especie N. cinereus fue descrita por primera vez por el naturalista francés Louis Pierre Vieillot en 1816 bajo el nombre científico Tyrannus cinereus; su localidad tipo es: «América meridional, restringido posteriormente para interior de Río de Janeiro, Brasil».
El género  Nengetus fue propuesto por el naturalista británico William Swainson en 1827, que definió a Tyrannus nengeta como la especie tipo, en realidad un sinónimo de la presente, descrita con anterioridad.

### Etimología
El nombre genérico masculino «Nengetus» proviene del nombre de la especie Tyrannus nengeta Swainson, 1826, sinónimo de la presente, el nombre «nengeta» por su vez, proviene del tupí «guirá nheengetá» utilizado para designar un ave sibilante desconocida, tal vez un tiránido; y el nombre de la especie «cinereus» en latín  significa ‘de color gris ceniza’.

### Taxonomía
La presente especie estuvo tradicionalmente colocado en el género Xolmis. Los estudios genéticos recientes de Ohlson et al. (2020) y Chesser et al. (2020) concluyeron que el género no era monofilético, con la presente especie emparentada con Myiotheretes y el clado formado por ambas próximo de un clado integrado por las entonces Xolmis rubetra, Xolmis coronata y Neoxolmis rufiventris, y distante de los otros Xolmis. Los autores propusieron agrupar todo el clado en un género resucitado Nengetus, el nombre más antiguo disponible. Sin embargo, el Comité de Clasificación de Sudamérica (SACC) en la Propuesta No 885 de septiembre de 2020, prefirió restringir Nengetus apenas para la presente especie debido a que crearía un grupo bastante heterogéneo, afectando la estabilidad taxonómica. La monjita gris es una especie ampliamente diseminada, con plumaje distintivo que habita en sabanas abiertas. Esta distinción queda evidente en la profunda divergencia genética con las otras especies en el clado. Aparte de estos aspectos, la monjita gris no camina en el suelo con regularidad, o nunca (como lo hacen la otras especies en Neoxolmis) y habita en áreas generalmente más bajas y húmedas (alcanzando las mayores altitudes en el sur de Brasil, un patrón exhibido por muchas aves pampeanas), mientras las otras especies son todas exclusivas de áreas áridas del extremo sur del continente.

### Subespecies
Según las clasificaciones del Congreso Ornitológico Internacional (IOC) y Clements Checklist/eBird v.2021 se reconocen dos subespecies, con su correspondiente distribución geográfica:
- Nengetus cinereus cinereus (Vieillot), 1816 – sur de Surinam (sabana Sipaliwini); este de Brasil (desde Amapá y Maranhão al sur hasta Río Grande del Sur), noreste de Argentina (Misiones) y Uruguay.
- Nengetus cinereus pepoaza (Vieillot), 1823 – extremo sureste de Peú (este de Madre de Dios) a través de Bolivia hasta el suroeste de Brasil (sur de Mato Grosso do Sul), Paraguay y norte de Argentina ( al sur hasta provincia de Tucumán y noreste de Buenos Aires).